# Бенефактор
Бенефактор је онај који обезбеђује финансијску и другу подршку за неки аспект јавног добра, посебно за социјалне и медицинске услуге.